# Xã Burns, Quận Henry, Illinois
Xã Burns (tiếng Anh: Burns Township) là một xã thuộc quận Henry, tiểu bang Illinois, Hoa Kỳ. Năm 2010, dân số của xã này là 265 người.